# 아르브강
아르브강(프랑스어: L'Arve [aʁv][*])은 프랑스 오트사부아주와 스위스 제네바주에 있는 강이다. 론강의 왼쪽 지류로 길이가 108 km이며, 그중 스위스 내의 길이는 9 km이다. 집수 면적은 1,976 km2이며, 그중 스위스는 80 km2이다. 제네바의 평균 배수량은 79 m3/s이다.
스위스 국경과 가까운 알프스의 몽블랑 대산괴 북쪽에서 솟아올라 샤모니 계곡(주로 메르 드 글라세)의 많은 빙하로부터 물을 받아들여 서쪽의 론강으로 북서쪽으로 흐른다. 훨씬 더 높은 수준의 실트가 두 강 사이에 현저한 대조를 가져오는 제네바의 경우.
아르브강은 샤모니, Sallanches, Oëx, Cluses, Bonneville, 안마스 및 제네바를 통과한다. 지류에는 원류에서 어귀까지 Arveyron, Diosaz, Bon-Nant, Sallanche, Giffre, Borne, Menoge, Foron, Seymaz 및 Aire가 있다.

## 갤러리

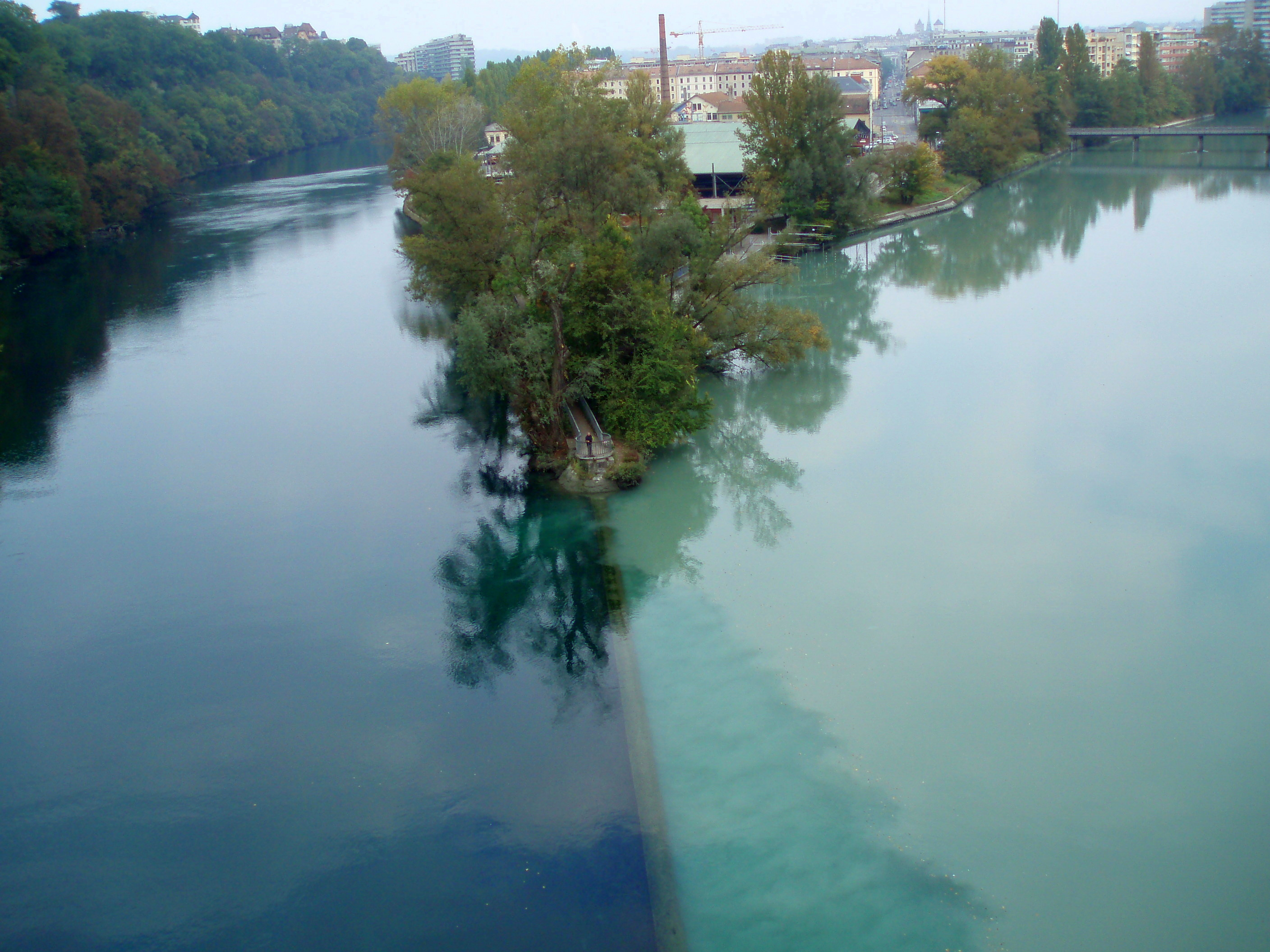
아르브강(오른쪽)은 제네바에서 론강과 합류한다.
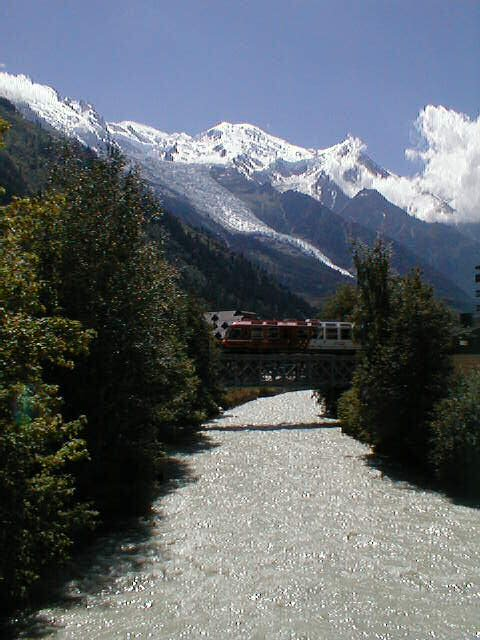
샤모니의 아르브강